# École psychiatrique d'Alger
Pour les articles homonymes, voir École d'Alger (homonymie).
L'École psychiatrique d'Alger est un établissement d'enseignement supérieur, créé pendant la période coloniale et aujourd'hui rattachée à la faculté de médecine d'Alger.
Pendant la période coloniale et jusqu'à l'indépendance, elle a jeté les bases d'une théorie controversée de la psychiatrie coloniale. Cette théorie, qui tentait alors de justifier la supériorité intellectuelle du colon sur l'indigène, est connue sous le nom d'école d'Alger de psychiatrie.

## Origine de l'établissement

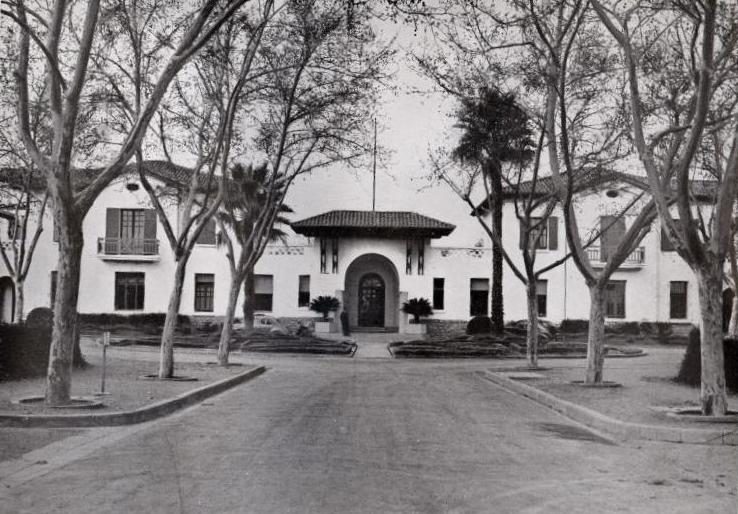
Pavillon de l'Administration de l'Hôpital Psychiatrique de Blida-Joinville en 1933

Cette structure est marquée par une génération de psychiatres qui font « école » autour du professeur Antoine Porot, développant la théorie du primitivisme. De par son dynamisme, Porot parvient à stopper l'obligation de transfert en métropole des cas psychiatriques, et à faire ouvrir le premier établissement psychiatrique d'Algérie, l'hôpital psychiatrique de Blida-Joinville. Cet hôpital, mis en chantier dès 1927, accueillit ses premiers patients en 1933. La cérémonie d'inauguration officielle eut lieu en 1938.
Les techniques de cure mises en œuvre par l'école d'Alger, en particulier au sein de l'hôpital psychiatrique de Blida, donnent la part belle aux « thérapies de choc » apparues dans les années 1930, comme l'administration de cardiazol, la cure de Sakel, l'administration d'électrochocs ou encore les pratiques psychochirurgicales, incluant lobotomie et topectomie, leur usage restant en vogue jusque dans les années 1950, et ce de manière abusive selon l'étude de Keller,.

## Thèses et théories
On donne pour origine de la psychiatrie coloniale dans l'empire colonial français 
le Congrès des aliénistes et neurologistes de France qui s'est tenu à Tunis en 1912. En particulier, le rapport Reboul et Régis comprend un état des lieux et un plan d'envergure prévoyant la mise en place d'un service de psychiatrie dans l'ensemble des territoires et dépendances de l'empire colonial français.
Pendant un demi-siècle, les psychiatres de l’École d’Alger ont développé une thèse raciale, selon laquelle « l'indigène nord-africain » était quelque chose se trouvant « à mi-chemin entre l'homme primitif et l'occidental évolué ». Selon cette thèse, les Nord-Africains étant dépourvus de cortex préfrontal, avec prédominance des fonctions diencéphaliques, et partant dépourvus « de morale, d'intelligence abstraite et de personnalité ». Porot proclame en particularité « l'impulsivité criminelle » des populations maghrébines. Les thèses développées et soutenues par les théoriciens de l'école d'Alger se sont instillées à tous les niveaux de la société coloniale algérienne, y compris au sein de l'intelligentsia algérienne ; magistrats, policiers, instituteurs, tous sont concernés. Parmi les principales assertions établies comme vérités par les recherches biaisées des psychiatres, Frantz Fanon cite celles selon lesquelles « l'Algérien tue fréquemment », « l'Algérien tue sauvagement », « l'Algérien tue pour un rien », faisant de « l'Algérien un impulsif congénital ». Se développe aussi le concept de la « mélancolie homicide », type de trouble mélancolique propre à l'Algérien, théorisée par Monserrat, élève de Porot. Pour ce type de mélancolie, où l'on craint traditionnellement le suicide et qui se traduit par l'homicide, l'école d'Alger a une explication : l'Algérie refuse la vie intérieure, ce que traduirait une atteinte à sa vie propre. Fanon y oppose un autre point de vue : le colonisé ne peut contenir toute la haine qui est engendrée par le quotidien de dénigrement et de soumission qui lui est imposé.
L'influence des travaux de l'École d'Alger ne se cantonne pas au seul territoire algérien. Les publications métropolitaines sont touchées par ces travaux établis sur un racisme culturel, comme le montrent certains articles du Manuel alphabétique de psychiatrie paru sous la direction d'Antoine Porot en 1952. Les articles d'Henri Aubin, élève de Porot, comportent pour certains des propos réduisant l'indigène à un être inférieur. Ces articles ainsi biaisés étaient toujours en l'état en 1969, lors de la quatrième édition du manuel. En outre, les travaux et informations recueillies par Porot et ses équipes ont été mises à contribution lors des « actions psychologiques » mises en place par le Bureau d'actions psychologiques pendant la guerre d'Algérie.

## Critique
Ces thèses sont remises en cause par Frantz Fanon notamment, médecin psychiatre martiniquais, qui entre en 1953 comme médecin-chef à l'hôpital psychiatrique de Blida. Il y constate les théories développées et mises en œuvre par Porot et ses disciples, et les dénonce dans de nombreuses publications. En particulier, dans son essai Les Damnés de la Terre, Fanon dénonce les réflexions de l'équipe de Porot comme étant un moyen employé pour justifier des politiques de colonialisme. Les travaux de l'École d'Alger ont également été remis en cause par Bégué et Berthelier, dont les travaux, dans les années 1990, montrent combien toute la réflexion de l'École d'Alger est basée sur une vue péjorative du Maghrébin.